# 黒澤久雄
黒澤 久雄（くろさわ ひさお、1945年12月20日 - ）は、日本のタレント、俳優、歌手、映画プロデューサー、実業家。黒澤プロダクション・黒澤フィルムスタジオ代表取締役社長。黒澤明文化振興財団理事長。デザインエクスチェンジ社外取締役。

## 来歴・人物
愛称はクロパンであるが、由来は「黒パン」ではなく「黒澤の女パンツ」。小学生の時にブリーフを穿いていたことからという。血液型はAB型。成城大学中退。
父親は「世界のクロサワ」こと映画監督の黒澤明、母親は元映画女優の矢口陽子、妹は映画衣装デザイナーの黒澤和子。
成城大学在学中の1966年にフォークバンドブロード・サイド・フォーを結成。『若者たち』が大ヒットしたが、黒澤の留学によりバンドは解散、その後、DJやタレントとして活動する他、映画プロデューサーとして『乱』以降、父の作品にかかわっている。
1979年よりテレビ番組『象印クイズ ヒントでピント』（テレビ朝日系）にレギュラー出演、テレビ番組『クイズダービー』ではゲスト解答者として度々出演し、24連勝という記録を残している。ゲスト解答者の中では圧倒的に勝率1位である。正答率は9割1分8厘（平均7勝1敗〜8勝0敗ペース）。
1980年にタレントの林寛子と結婚、1男2女を儲けたが、2003年6月24日に離婚。長女は元女優の黒澤優、次女は歌手の黒澤萌。優の夫は歌手の松岡充（SOPHIA）である。
2004年にはゲームソフト制作会社コーエーと黒澤プロダクションの共同事業として、黒澤明の遺稿を元にした金髪碧眼の侍が主人公となる映画『鬼』（仮題）の制作を発表。黒澤久雄が監督で2006年に公開予定とされていたが、実際には完成していない。この映画とのメディアミックス作品として同時発表されたゲームソフトはコーエー（後のコーエーテクモゲームス）単独事業として『仁王』と名を変え幾度かの中断・作り直しを経て開発が継続し、2017年に発売された。
2007年現在では黒澤プロダクション代表取締役社長、黒澤明文化振興財団理事長を務め、黒澤明の作品の著作権管理や文化事業などを行うほか、実業家としては東京都内を中心に飲食店経営などを行っている。またタレントとして藤村俊二が代表を務めるオフィスオヒョイ(2011年解散)に所属していた。
2007年4月21日、黒澤プロダクションに勤める秘書と再婚した。

## 黒澤明文化振興財団による黒澤明記念館寄付金問題
佐賀県伊万里市黒川町大字福田字米島地内に建設が計画され、1999年7月2日に伊万里市市街地中心部の商業施設内に仮施設として黒澤明文化振興財団がサテライトスタジオを開設。
2001年、黒澤明文化振興財団が寄付金を募り黒澤明記念館を建築する予定で2007年年度末までに伊万里市は黒澤明記念館建設購入権などに計3億5100万円を支出し、寄付金としては約3億8800万円（と市には報告されていたが、うち約1億円は財団の基本財産である黒澤監督の画コンテの評価額である事が判明）集めていたが、同財団が佐賀県に提出した2007度決算報告書ではわずか140万円しか残っていないことがわかり、純資産も9000万円しかなかった。2010年2月19日、伊万里市議会全員協議会で黒澤久雄らは「資金の大半は仮施設の運営などで使い果たしてしまった」と陳謝した。しかし、実際は資金の私的利用によるもので、不正利用した費用全額は久雄が払うという方向で決定した。
その後、2010年5月には、同財団側が、多額の資金を集めて記念館を造ることが現実的でないとした上で、市内の商店街にすでにオープンしているサテライトスタジオをリニューアルし本記念館としたいとの意向を示し、記念館の建設を事実上断念することを決めたと、伊万里市側が明らかにした。しかし、そのサテライトスタジオも、2011年3月6日をもって閉館となり、展示品は3月末までに黒澤プロダクションに返還された。

## 音楽

### シングル
※　クラウンレコードから出された3枚は、MEG-CDよりCD-Rでも発売されている。
| 発売日           | 規格             | 規格品番         | 面               | タイトル                                    | 作詞             | 作曲             | 編曲             |
| クラウンレコード | クラウンレコード | クラウンレコード | クラウンレコード | クラウンレコード                            | クラウンレコード | クラウンレコード | クラウンレコード |
| ---------------- | ---------------- | ---------------- | ---------------- | ------------------------------------------- | ---------------- | ---------------- | ---------------- |
| 1968年           | EP               | PW-23            | A                | なぎさ                                      |                  |                  |                  |
| 1968年           | EP               | PW-23            | B                | 白い砂浜                                    |                  |                  |                  |
| 1968年           | EP               | PW-39            | A                | 白樺の想い出                                |                  |                  |                  |
| 1968年           | EP               | PW-39            | B                | 白い砂浜                                    |                  |                  |                  |
| 1969年           | EP               | PW-53            | A                | わかればなし                                |                  |                  |                  |
| 1969年           | EP               | PW-53            | B                | 青い雨                                      |                  |                  |                  |
| 東芝レコード     |                  |                  |                  |                                             |                  |                  |                  |
| 1970年           | EP               | EP-1209          | A                | 二人だけの世界 / Can't Help Falling In Love |                  |                  |                  |
| 1970年           | EP               | EP-1209          | B                | ハッピー・ハート / Happy Heart              |                  |                  |                  |
| ビクターレコード |                  |                  |                  |                                             |                  |                  |                  |
| 1975年12月20日   | EP               | SF-112           | A                | しあわせの唄                                | 加藤省吾         | さいとうあきひこ | 神保正明         |
| 1975年12月20日   | EP               | SF-112           | B                | 家族                                        | 津田義彦         | 津田義彦         | 神保正明         |

### アルバム
| 発売日           | 規格             | 規格品番         | アルバム |
| ビクターレコード | ビクターレコード | ビクターレコード | ビクターレコード |
| ---------------- | ---------------- | ---------------- | --- |
| 1975年12月20日   | LP               | SF-10051         | 人生ひと休み 全編曲：神保正明 Side:A 1. ティナ（作詞・作曲：黒沢久雄） 2. 家族（作詞・作曲：津田義彦） 3. 時間通りに魔術師が（作詞・作曲：荒木一郎） 4. 置き手紙（作詞：笠間ジュン、作曲：佐々木勉） 5. 余情（作詞・作曲：岸本健介） 6. 雨の日の恋（作詞・作曲：黒沢久雄） Side:B 1. 心の居場所（作詞：笠間ジュン、作曲：佐々木勉） 2. 風鈴（作詞：治郎丸巧、作曲：岸本健介） 3. リオの別れ話（作詞・作曲：荒木一郎） 4. どうでもいいことさ（作詞・作曲：黒沢久雄） 5. 新しい恋の夜明け（作詞：笠間ジュン、作曲：佐々木勉） 6. しあわせの唄（作詞：加藤省吾、作曲：さいとうあきひこ） |

## テレビ番組
- 3丁目4番地（日本テレビ、1972年） - 小川平太 役
- 11PM（名古屋テレビ）[7][8]
- あこがれ共同隊（TBS、1975年）
- おはよう!こどもショー（日本テレビ、1976年）
- 近眼ママ恋のかけひき（日本テレビ、1977年）
- 象印クイズ ヒントでピント（テレビ朝日、1979年3月4日（第1回） - 1983年12月25日（第234回））[注釈 3][注釈 4][注釈 5]

## ラジオ番組
- ヒットヒットパレード（TBSラジオ）